# Wisconsin Motor Manufacturing Company
La Wisconsin Motor Manufacturing Company è una società statunitense fondata nel 1909 da Charles H. John and A. F. Milbrath per la produzione di motori a ciclo otto e più tardi diesel, per diverse destinazioni di mercato.

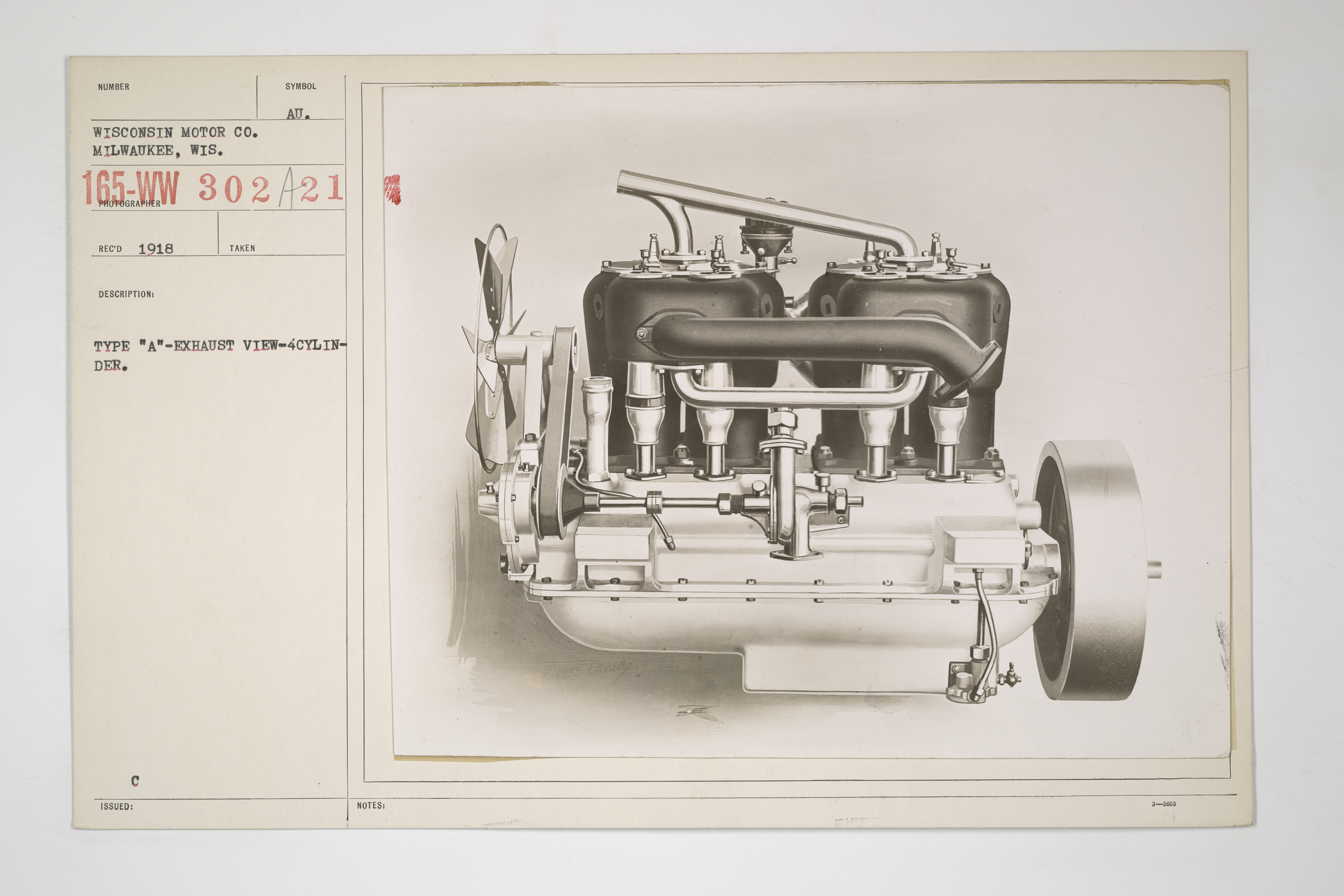
Un motore Wisconsin Motor Type A del 1917

I motori Wisconsin hanno equipaggiato, fra l'altro, le autovetture Stutz e Pierce-Arrow oltre che gli autocarri della Four Wheel Drive Auto Company.